# Cesare Zerba
Cesare Zerba, italijanski rimskokatoliški duhovnik, škof in kardinal, * 15. april 1892, Castelnuovo Scrivia, † 11. julij 1973, Rim.

## Življenjepis
4. julija 1915 je prejel duhovniško posvečenje.
18. decembra 1958 je postal tajnik Kongregacije za disciplino zakramentov.
28. avgusta 1962 je bil imenovan za naslovnega nadškofa rodoškega Kolosa; 21. septembra istega leta je prejel škofovsko posvečenje.
22. februarja 1965 je bil povzdignjen v kardinala in imenovan za kardinal-duhovnika Nostra Signora del Sacro Cuore; isti dan je odstopil s položaja tajnika.